# عبد (قبيلة)
قبيلة عبد هي إحدى القبائل العربية في شمال إفريقيا. يعود نسب قبيلة عبد إلى قبيلة بني معقل الشهيرة والتي استقرت في المنطقة في نهاية الحكم الماريني. يذكر يوجين أوبين أنهم قبيلة قوية تمتلك ثلاثين ألف شعلة وأنهم من دم عربي نقي يقطنون في الأراضي الخصبة الغنية بالأحصنة و الماشية. ظهر اسم جد القبيلة قيس عبد في القرن الحادي عشر في فترة حكم الموحديين حيث كانوا يعرفون في السابق في تونس بحمراء دكالة.
تنقسم قبيلة عبد إلى ثلاث أفخاذ:
1. باترة.
2. ربيعة.
3. ولد عامر.